# 2023年P. LEAGUE+總冠軍賽
2023年P. LEAGUE+總冠軍賽是P. LEAGUE+（PLG）2022-23賽季總冠軍系列賽以及2023年季後賽最後一輪系列賽，比賽採用七戰四勝制。總冠軍賽由新北國王對戰臺北富邦勇士，系列賽於2023年6月3日至6月14日進行。6月14日，臺北富邦勇士以4比2擊退新北國王收下2022-23賽季年度總冠軍，總冠軍賽MVP由臺北富邦勇士強森（Chris Johnson）獲得。

## 對陣圖
|  | 首輪 | 首輪               | 首輪 |              |   | 總冠軍賽 | 總冠軍賽 | 總冠軍賽 |  |
|  |      |                    |      |              |   |          |          |          |  |
|  | 1    | 新北國王           | 3    |              |   |          |          |          |  |
|  | 1    | 新北國王           | 3    |              |   |          |          |          |  |
|  | 4    | 福爾摩沙台新夢想家 | 1    |              |   |          |          |          |  |
|  | 4    | 福爾摩沙台新夢想家 | 1    |              | 1 | 新北國王 | 2        |          |  |
|  |      |                    |      |              | 1 | 新北國王 | 2        |          |  |
|  |      |                    | 2    | 臺北富邦勇士 | 4 |          |          |          |  |
|  | 2    | 臺北富邦勇士       | 2    | 臺北富邦勇士 | 4 | 3        |          |          |  |
|  | 2    | 臺北富邦勇士       |      |              |   |          |          |          |  |
|  | 3    | 桃園璞園領航猿     | 0    |              |   |          |          |          |  |

粗體表示系列賽贏家

## 例行賽對戰紀錄
| 2022年11月25日 |

| 詳細數據 |

| 新北國王 104–89 臺北富邦勇士 |

| 2022年12月10日 |

| 詳細數據 |

| 臺北富邦勇士 99–103 新北國王 |

| 2022年12月23日 |

| 詳細數據 |

| 臺北富邦勇士 101–106 新北國王 |

| 2023年1月1日 |

| 詳細數據 |

| 新北國王 95–83 臺北富邦勇士 |

| 2023年2月4日 |

| 詳細數據 |

| 臺北富邦勇士 111–109 新北國王 |

| 2023年3月12日 |

| 詳細數據 |

| 新北國王 95–106 臺北富邦勇士 |

| 2023年3月18日 |

| 詳細數據 |

| 臺北富邦勇士 90–97 新北國王 |

| 2023年4月15日 |

| 詳細數據 |

| 新北國王 68–89 臺北富邦勇士 |

## 賽事過程

### 第一場
| 2023年6月3日 17:00 |

| 詳細數據 |

| 臺北富邦勇士 72–86 新北國王                                                  |  |                                                                     |
| 每節分數： 18–21、21–22、17–25、16–18                                        |  |                                                                     |
| 得分： 塞瑟夫（20） 篮板： 辛特力（12） 助攻： 辛特力 / 張宗憲 / 簡廷兆（3） |  | 得分： 楊敬敏（24） 篮板： 牧倫斯（20） 助攻： 曼尼高 / 林書緯（5） |
| 新北國王以1比0拔得頭籌                                                       |  |                                                                     |

### 第二場
| 2023年6月5日 19:00 |

| 詳細數據 |

| 臺北富邦勇士 87–83 新北國王                                       |  |                                                            |
| 每節分數： 16 – 23、32 – 24、18 – 10、21 – 26                     |  |                                                            |
| 得分： 塞瑟夫（20） 篮板： 塞瑟夫 / 強森（11） 助攻： 張宗憲（4） |  | 得分： 林書緯（20） 篮板： 牧倫斯（12） 助攻： 林書緯（6） |
| 臺北富邦勇士扳成1比1平手                                          |  |                                                            |

### 第三場
| 2023年6月8日 19:00 |

| 詳細數據 |

| 新北國王 91–97 臺北富邦勇士                                |  |                                                        |
| 每節分數： 20–17、22–22、26–28、23–30                      |  |                                                        |
| 得分： 林書緯（20） 篮板： 牧倫斯（17） 助攻： 林書緯（5） |  | 得分： 強森（29） 篮板： 強森（23） 助攻： 張宗憲（3） |
| 臺北富邦勇士以2比1領先                                     |  |                                                        |

### 第四場
| 2023年6月10日 17:00 |

| 詳細數據 |

| 新北國王 107–97 臺北富邦勇士                                |  |                                                            |
| 每節分數： 31–18、24–18、31–32、21–29                       |  |                                                            |
| 得分： 牧倫斯（28） 篮板： 曼尼高（18） 助攻： 曼尼高（10） |  | 得分： 周桂羽（19） 篮板： 辛特力（13） 助攻： 辛特力（8） |
| 新北國王扳成2比2平手                                        |  |                                                            |

### 第五場
| 2023年6月12日 19:00 |

| 詳細數據 |

| 臺北富邦勇士 111–105 新北國王                            |  |                                                            |
| 每節分數： 32–22、29–28、32–37、18–18                    |  |                                                            |
| 得分： 塞瑟夫（33） 篮板： 強森（11） 助攻： 林志傑（7） |  | 得分： 牧倫斯（26） 篮板： 牧倫斯（11） 助攻： 曼尼高（8） |
| 臺北富邦勇士以3比2聽牌                                   |  |                                                            |

### 第六場
| 2023年6月14日 19:00 |

| 詳細數據 |

| 新北國王 104–118 臺北富邦勇士                              |  |                                                       |
| 每節分數： 25–26、30–30、26–35、23–27                      |  |                                                       |
| 得分： 林書緯（37） 篮板： 牧倫斯（10） 助攻： 曼尼高（9） |  | 得分： 強森（27） 篮板： 強森（9） 助攻： 林志傑（7） |
| 臺北富邦勇士以4比2奪得2022-23賽季年度總冠軍                |  |                                                       |

## 球員名單
新北國王
臺北富邦勇士

## 外部連結
- 官方网站